# Lois Marshall
Lois Irene Marshall (ur. 9 maja 1873 w Angoli w stanie Indiana, zm. 6 stycznia 1958 w Phoenix w stanie Arizona) - żona 28. wiceprezydenta Stanów Zjednoczonych Thomasa Marshalla, od 4 marca 1913 do 4 marca 1921 druga dama Stanów Zjednoczonych. 

## Życiorys
Urodziła się 9 maja 1873 w Angoli w rodzinie Elizabeth Dale i Williama Edwarda Kimseya, właściciela sklepu wielobranżowego w Salem Center i urzędnika hrabstwa Steuben. Ukończyła Tri-State College.
Podczas pracy u ojca, jako jego zastępczyni, poznała Thomasa Marshalla. Gdy się poznali, Marshall cierpiał na chorobę alkoholową. W 1898 Lois pomogła mu przezwyciężyć nałóg, zamykając go w domu na dwa tygodnie.  
Początkowo Marshall nie zamierzał zostać wiceprezydentem, uważając bycie prawnikiem w Columbia City za bardziej opłacalne; dopiero Lois namówiła go, by przyjął nominację Demokratów. 

Lois Marshall podczas akcji charytatywnej (1913)

Po przeprowadzce do Waszyngtonu, Lois zaangażowała się w działalność charytatywną, zapewniając  posiłki ubogim dzieciom. W 1918 na aukcji, mającej wesprzeć ARC, wystawiła druty i chustkę, które sprzedano za 140 dolarów. W 1917 poznała matkę nowonarodzonych bliźniaków, z których jedno było przewlekle chore. Rodzice dziecka nie byli w stanie uzyskać odpowiedniego leczenia stanu swojego syna. Lois Marshall nawiązała bliską więź z dzieckiem, któremu nadano imię Clarence Ignatius Morrison, i zaoferowała, że je zabierze i pomoże mu znaleźć leczenie. Marshall powiedział, że "może je zatrzymać, pod warunkiem, że nie będzie się ono pałętać pod nogami". 

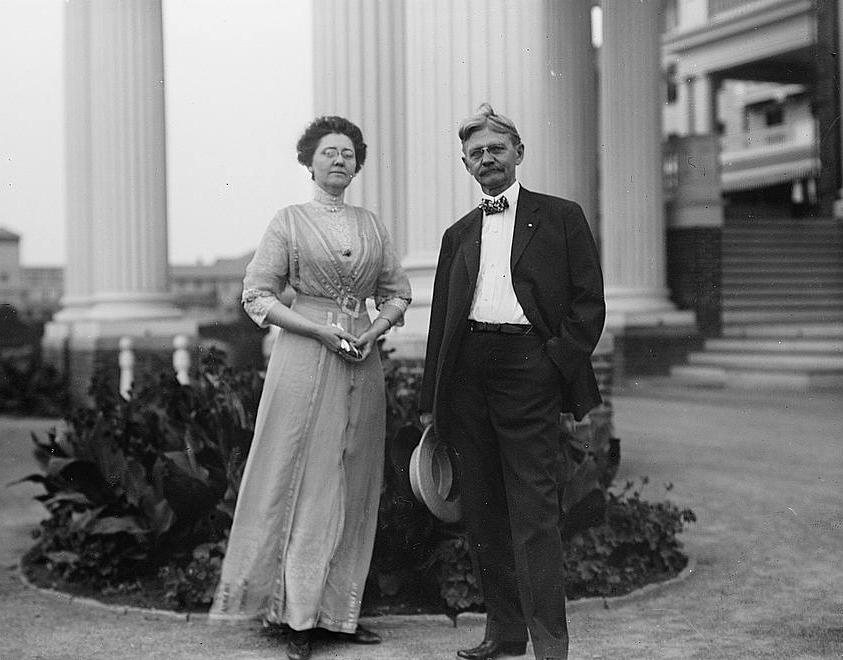
Lois Marshall z mężem w Waszyngtonie

Marshallowie nie mogli mieć dzieci, ale nigdy oficjalnie nie adoptowali Clarence'a, ponieważ obawiali się reakcji opinii publicznej na adopcję dziecka, którego rodzice jeszcze żyli. Zamiast tego zawarli specjalne porozumienie z jego rodzicami (Marshallowie zapewnili rodzicom Morrisona pracę w hotelu niedaleko ich domu, dzięki czemu mogli regularnie widywać dziecko). Prezydent Wilson czuł się w obowiązku uznać Clarence'a za prawowite dziecko Marshallów, co wyraził, wysyłając im krótką notkę o treści "Gratulacje dla dziecka. Wilson.". Morrison mieszkał z Marshallami do końca życia. Lois Marshall zabierała go do wielu lekarzy i robiła wszystko, by wrócił do zdrowia, ale jego stan się pogorszył i zmarł w lutym 1920, tuż przed swoimi czwartymi urodzinami.
Po zakończeniu drugiej kadencji Marshalla w 1921, Lois z mężem zamieszkała w Indianapolis, gdzie ten pracował jako prawnik.
1 czerwca 1925 Marshallowie byli w trakcie podróży do Waszyngtonu i zatrzymali się w hotelu Willard, gdzie Thomas zmarł na atak serca, zanim Lois zdążyła wezwać pomoc. Po pogrzebie 9 czerwca, jego ciało spoczęło w mauzoleum Marshallów na Crown Hill Cemetery. W tym samym roku zmarł również ojciec Lois.
Trzy lata po śmierci męża, Lois przeprowadziła się do Phoenix, gdzie żyła z emerytury Thomasa i sprzedaży jego wspomnień wydawnictwom. W poniedziałek 6 stycznia 1958 zmarła; uroczystości pogrzebowe odbyły się w piątek 10 stycznia w Phoenix, a ciało drugiej damy spoczęło na Crown Hill Cemetery, obok ciał Thomasa i Clarence'a.

## Życie prywatne

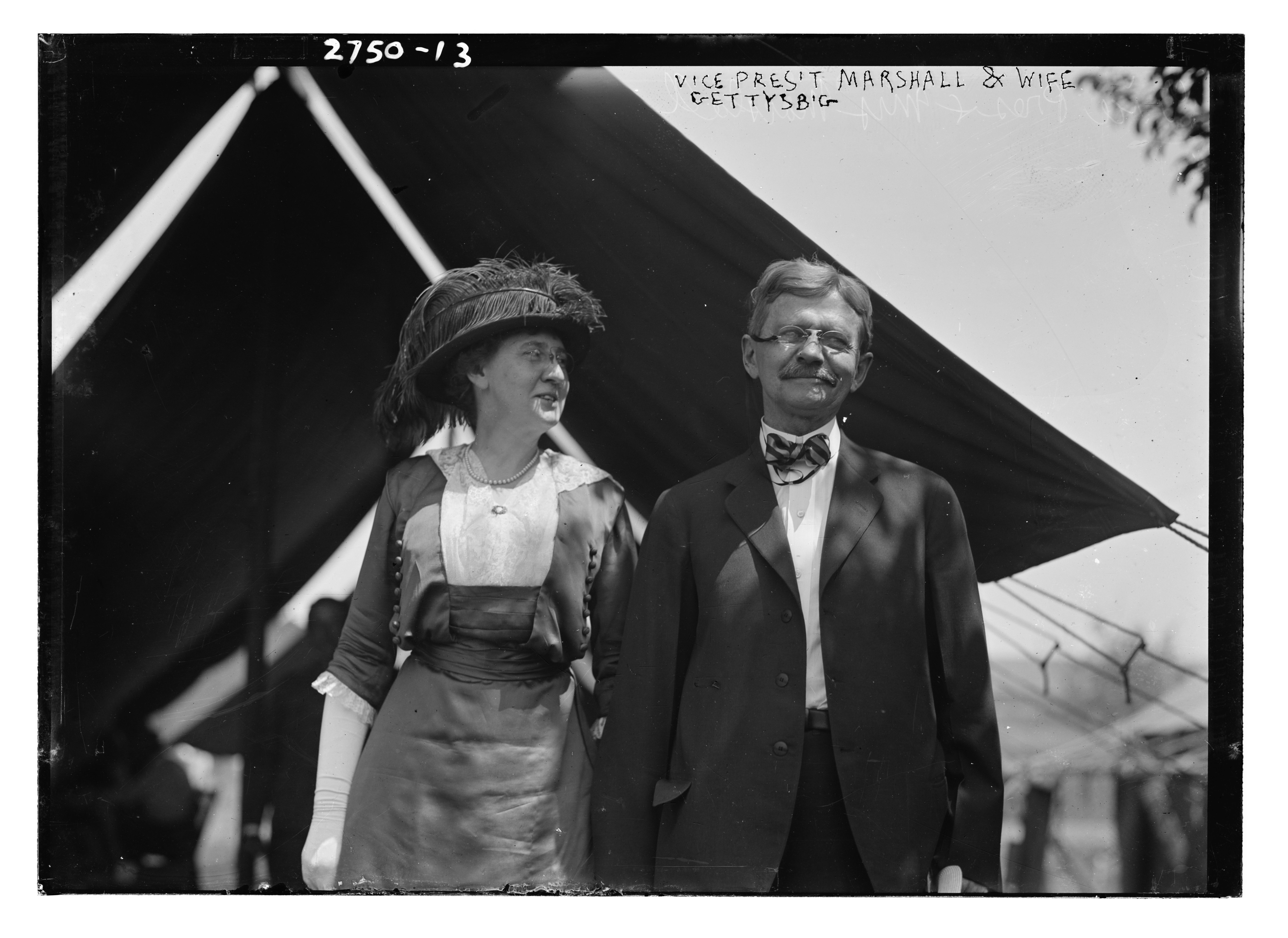
Lois Marshall z mężem na obchodach 50. rocznicy bitwy pod Gettysburgiem (lipiec 1913)

Lois Marshall poznała swojego męża latem 1895, gdy ten przybył do Angoli w sprawach służbowych. Mimo dziewiętnastu lat różnicy między nimi, zakochali się w sobie i wzięli ślub 2 października\; uroczystość miała miejsce w jej domu.  Małżonkowie byli do siebie bardzo przywiązani - w ciągu blisko trzydziestoletniego małżeństwa tylko dwie noce spędzili osobno. Mąż i ojciec Lois pochodzili z przeciwnych stronnictw politycznych - Thomas był politykiem Partii Demokratycznej, a William zwolennikiem republikanów, jednak obaj mężczyźni przyjaźnili się i darzyli szacunkiem. Lois miała jednego brata. 